# 26548 Joykutty
26548 Joykutty è un asteroide della fascia principale. Scoperto nel 2000, presenta un'orbita caratterizzata da un semiasse maggiore pari a 3,0247103 UA e da un'eccentricità di 0,0215928, inclinata di 7,58551° rispetto all'eclittica.